# Selmiougou
Ne doit pas être confondu avec Silmiougou.
Selmiougou est une localité située dans le département de Kossouka de la province du Yatenga dans la région Nord au Burkina Faso.

## Santé et éducation
Le centre de soins le plus proche de Selmiougou est le centre de santé et de promotion sociale (CSPS) de Kossouka tandis que le centre médical avec antenne chirurgicale (CMA) de la province se trouve à Séguénéga.
Le village possède une école primaire.